# Выборы в парламент Чеченской Республики (2005)
Выборы в Парламент Чеченской Республики прошли 27 ноября 2005 года. Это первые парламентские выборы в Чечне со времен конституционного референдума, который состоялся в 2003 году и привёл к принятию Конституции Чеченской Республики. В голосовании приняли участие около 57 % избирателей. В августе 2005 года президент России Владимир Путин подписал указ «О выборах в Парламент Чеченской Республики первого созыва», объявляющий о проведении выборов 27 ноября.

## Результаты выборов
По общереспубликанскому округу прошли 3 списка партий:
- «Единая Россия» (60,65 %) — 14 мест;
- «Союз правых сил» (12,39 %) — 3 места.
- КПРФ (12,20 %) − 3 места.

По одномандатным округам:
- «Единая Россия» − 19 мест;
- самовыдвиженцы — 14 мест;
- КПРФ — 3 места;
- «Союз правых сил» — 1 место;
- «Евразийский союз» − 1 место.